# 鎌倉孝夫
鎌倉 孝夫（かまくら たかお、1934年2月23日 - ）は、日本の経済学者。埼玉大学名誉教授、東日本国際大学名誉教授・元学長。専攻は経済理論、マルクス経済学。

## 来歴
東京都出身。マルクス経済学者の宇野弘蔵に学び、宇野の死後は鈴木鴻一郎、大島清、岩田弘、大内力、橋本寿朗、降旗節雄、大内秀明、桜井毅、山口重克らとともに宇野学派の研究者の一人とされる。
宇野のいわゆる三段階論（原理論・段階論・現状分析）を研究し、宇野原論をより一貫化した。宇野学派の原論（『経済原論』,1964）の理解には、大きく分けて二つの方向があり、一つは形態関係＝歴史的論理重視の立場であり、もう一つは純粋資本主義のモデル的理論への純化の方向を志向する立場がある。これに対して、宇野原論の理論と方法の真意を探りつつ、これを止揚（aufheben）する試みとして『経済学方法論序説』（1974）を著した。イデオロギーと科学の立場を明確に区別し、科学としての経済学が経済学原理として確立しうるかを客観的に確定するとともに、原論の論理を概念自体と概念間の論理的関連の明確化によって確立することにより、「資本主義経済の運動法則の理論的な解明」を図ることが、長年の研究の目的でもあった。その成果については、主著『資本主義の経済理論―法則と発展の原理論―』（1996）にまとめられている。
勤務大学では「経済原論」および「金融論」を主に担当していた。
佐藤優は高校生時代に社会党系の団体で鎌倉から資本論の教えを受けた。
1960年代から70年代にかけ、向坂逸郎が率いる社会主義協会で活発に理論活動を行った。1982年11月福田豊とともに『現代資本主義と社会主義像』（河出書房新社）を刊行、協会内部で論争を巻き起こした。このため協会活動から遠ざかるが、福田豊と異なり退会はしなかった。
1980年代以降、一貫してチュチェ思想を支持する立場に立っており、雑誌『キムイルソン主義研究』やその後継誌『金日成・金正日主義研究』などにたびたび論文を発表している。現在もキムジョンイル著作研究会全国連絡協議会代表世話人、チュチェ思想国際研究所理事を務める。日朝友好への貢献が評価され、朝鮮民主主義人民共和国最高人民会議常任委員会より親善勲章第1級を授与されている。

### 人物
- ソビエト連邦を批判していた。
- 協同組合をつくったり、地域社会の中でお互いに支え合いながら生きていくという共同体の関係が社会主義であるとしている。
- 三里塚闘争（成田空港問題）でも著書『成田空港の「公共性」を問う―取られてたまるか！農地と命』を出版しており、また三里塚芝山連合空港反対同盟（反対同盟）北原派[注釈 1]の裁判では尋問にも出席している。

### 学歴
- 1956年3月 埼玉大学文理学部卒業
- 1958年3月 東京大学大学院社会科学研究科修士課程修了
- 1961年3月 東京大学大学院社会科学研究科博士課程退学
- 1968年3月 経済学博士（東京大学）

### 職歴
- 1961年4月 埼玉大学文理学部助手
- 1963年4月 埼玉大学経済短期大学部専任講師
- 1964年4月 埼玉大学経済短期大学部助教授
- 1967年4月 埼玉大学経済学部助教授
- 1979年7月 埼玉大学経済学部教授
- 1988年11月 埼玉大学経済学部長（-1991年11月）
- 1999年3月 埼玉大学を定年退官、埼玉大学名誉教授
- 2006年 東日本国際大学学長を退職し、同大学名誉教授となる。

## 著書

### 単著
- 『資本論体系の方法』（日本評論社、1970年）
- 『日本帝国主義の現段階』、現代評論社、1970年
- 『資本論とマルクス主義』、河出書房新社、1971年
- 『日本帝国主義と資本輸出』、現代評論社、1976年
- 『経済学方法論序説』（弘文堂、1979年）
- 『日本帝国主義と軍需産業』、ありえす書房、1979年
- 『経済学説と現代』、現代評論社、1979年
- 『経済学入門』、労働教育センター、1980年
- 『スタグフレーション』（河出書房新社、1981年）
- 『現代社会とマルクス』（河出書房新社、1984年）
- 『現代世界と人民の闘い』（新地平社、1985年）
- 『国鉄改革を撃つ』、緑風出版、1986年
- 『教育と国家 I』、緑風出版、1987年
- 『教育と国家 II』、緑風出版、1988年
- 『国家論のプロブレマテイク』（社会評論社、1990年）
- 『信用理論の形成と展開』（有斐閣、1990年）
- 『社会主義と労働運動』、全国労組交流センター、1992年
- 『「生活大国」論を批判する』、全国労組交流センター、1994年
- 『資本主義の経済理論　－法則と発展の原理論－』（有斐閣、1996年）
- 『働くものの経済学』、労働大学、1996年
- 『世界経済危機の構造』、長周新聞社、1998年
- 『究極の“擬制”経済』（長周新聞社、1999年）
- 『経済危機・その根源 現代金融帝国主義』（新読書社、2001年）
- 『株価至上主義経済 その下で人間社会はどうなるか』（御茶の水書房、2005年）
- 『国家論の科学』、時潮社、2008年
- 『“擬制”経済下の人間・人間関係の破壊』、長周新聞社、2008年
- 『「資本論」で読む金融・経済危機　－オバマ版ニューディールのゆくえ』、時潮社、2009年
- 『朝鮮半島 戦争の危機を読む―朝鮮を知り平和を創る』白峰社 2010年
- 『資本主義の国家破綻 その下での戦争の危機』長周新聞社 2011年
- 『「資本論」を超える資本論　－危機・理論・主体』、社会評論社、2014年
- 『資本論エッセンスⅠ・Ⅱ』、時潮社、2020年

### 共著
- 『信用論研究』、共著、鈴木鴻一郎編、法政大学出版局、1963年
- 『資本論研究 I・V』、共著、宇野弘蔵編、筑摩書房、1967年・1968年
- 『マルクス経済学の研究』上、共著、鈴木鴻一郎編、東京大学出版会、1968年
- 『日本の国家独占資本主義』上、共著、大内兵衛・向坂逸郎編、河出書房新社、1970年
- 『日本の国家独占資本主義』下、共著、大内兵衛・向坂逸郎編、河出書房新社、1971年
- 『マルクス経済学』（セミナー経済学教室）、共著、鈴木鴻一郎編、日本評論社、1974年
- 『資本論研究入門』、共著、大内秀明・桜井毅・山口重克編、東京大学出版会、1976年
- 『資本論を学ぶ V』、共著、岡崎栄松・降旗節雄・佐藤金三郎・山口重克編、有斐閣、1977年
- 『経済学説史』、共著、時永淑編、有斐閣、1978年
- 『現代信用論』、共著、川合一郎編、有斐閣、1978年
- 『講座 現代経済思潮』、第2巻、共著、大内秀明・桜井毅・山口重克編、東洋経済新報社、1978年
- 『80年代の国家と財政』、共著、吉田震太郎編、同文館、1988年
- （六本木敏、村上寛治、佐藤芳夫、中野洋、高島喜久男）『対談集：敵よりも一日ながく』社会評論社、1988年
- 『新保守主義の経済社会政策』、共著、川上忠雄・増田寿男編、法政大学出版局、1989年
- 『いま、マルクスをどう考えるか』、共著、御園生等編、河出書房新社、1991年
- 『激動の世界をどうとらえるか』、共著、教育総研理論フォーラム、No.1、1992年
- 『「地方分権論」の台頭 ―その背景を探る』、共著、教育総研理論フォーラム、No.9、1993年
- 『エンゲルスと現代』、共著、杉原四郎・降旗節雄・大藪龍介編、御茶の水書房、1995年
- 『意味形態と価値形態』、共著、中村建三、社会評論社、1999年
- 『「廣松哲学」の解剖』共著、中村健三、社会評論社、1999年
- 『資本主義の限界と社会主義』社会主義理論学会編、時潮社　2012年
- 『はじめてのマルクス』、共著、佐藤優、金曜日、2013年
- 『21世紀に「資本論」をどう生かすか』、共著、佐藤優、金曜日、2017年
- 『トランプ政権で進む戦争の危機』、森谷建大 編、長周新聞社、2017年
- 『新自由主義の展開と破綻 ―「資本論」による分析と実践課題』（鎌倉 編著）、共著、中村健三・古川建・谷田道治・渡辺好庸、社会評論社、2018年
- 『資本論を読破する』、共著、佐藤優、文藝春秋、2023年

### 共編
- 『戦後日本の基本構造』上 （大内秀明・鎌倉孝夫・新田俊三編）、日本評論社、1975年
- 『戦後日本の基本構造』下 （大内秀明・鎌倉孝夫・新田俊三編）、日本評論社、1975年
- 『経済原論』、大内秀明・鎌倉孝夫編、有斐閣新書、1976年
- 『宇野弘蔵』、鎌倉孝夫・大内秀明・林健久・佐伯尚美編、有斐閣、1979年
- 『現代資本主義と社会主義像』、鎌倉孝夫・福田豊編、河出書房新社、1982年
- 『政治・経済と教育』、鎌倉孝夫・黒沢惟昭編、明石書店、1996年
- （呉圭祥、大内憲昭）『入門 朝鮮民主主義人民共和国』（雄山閣出版、1998年）

### 論文
- 「最好況期における利子率騰貴について」、金融経済研究所『金融経済』第88号、1964年
- 「スミスにおける『資本の流通過程』」、埼玉大学『社会科学論集』第16号、1965年
- 「マルクスにおける銀行学派の研究」、埼玉大学『社会科学論集』第21号、1967年
- 「信用制度と株式資本」、法政大学社会学部『社会労働研究』第15巻第3号、1969年
- 「リカード『原理』における貨幣規定消失の意味」、金融経済研究所『金融経済』第120号、1970年
- 「マルクス以降の経済学と経済学史の課題」、埼玉大学『社会科学論集』第25・26合併号、1970年
- 「株式資本の原理的展開」、東京大学『経済学論集』第37巻第3号、1971年
- 「資本の理念と擬制資本」、法政大学『社会労働研究』第19巻第3・4号、1973年
- 「経済学の方法と弁証法」、埼玉大学『社会科学論集』第36号、1975年
- 「『諸国民の富』における市民社会論」、河出書房新社『唯物史観』大内兵衛・向坂逸郎編、第17号、1976年
- 「スミスにおける利子・信用論」、埼玉大学『社会科学論集』第38・39合併号、1977年
- 「スタグフレーションと日本資本主義の危機」、青木書店『経済理論学会年報』第14集、1977年
- 「信用制度と信用創造」、金融経済研究所『金融経済』第170号、1978年
- 「高須賀義博著『マルクス経済学研究』」（書評）、東京大学『経済学論集』第46巻第4号、1981年
- 「後藤靖著『地租改正と私的所有権の性格について』」（書評）、法制史学年報『法制史研究』第32号、1982年
- 「利子生み資本と『資本』の概念」、埼玉大学『社会科学論集』第55号、1985年
- 「日本の軍需産業 ―現状と動向」、青木書店『経済理論学会年報』第22集、1985年
- 「現代資本主義の危機と国家」、青木書店『経済理論学会年報』第23集、1986年
- 「創業利得論争の回顧」、大分大学『経済論集』、第41巻第5号、1990年
- 「銀行学派の意義と限界」、埼玉大学『社会科学論集』第71号、1990年
- 「世界の政治・経済情勢」、社会主義協会編『社会主義』1991年6月増刊号、1991年
- 「証券・金融『不祥事』をどうとらえるか」、社会主義協会編『社会主義』1991年11月号、1991年
- 「バブル崩壊の必然性と日本経済の展望」、国際労働運動研究協会編『国際労働運動』1991年12月号、1991年12月
- 「信用理論の基本問題と再構築」、信用理論研究学会『信用理論研究』No.9、1992年
- 「現代世界をどうとらえるか」、社会主義協会編『社会主義』第344号、1992年
- 「『生活大国論』と日本経済」、労働大学『月刊労働組合』第318号、1993年
- 「『資金』概念について」、埼玉大学『社会科学論集』第78・79号、1993年
- 「ポスト冷戦下の日本経済の進路」、『自主の道』第51号、1993年
- 「『55年体制』崩壊の経済過程と現局面」、『情況』II-37号、1993年
- 「『貨幣資本』概念の考察」、埼玉大学『社会科学論集』第81号、1994年
- 「現在の大不況の特徴について(1)-(4)」、『長周新聞』No.4484-4487、1994年
- 「94年春闘をめぐる経済情勢の特徴」上・下、国際労働運動研究協会編『国際労働運動』No.272-273、1994年
- 「『規制緩和』をどうとらえるか」、『さいたま自治研』No.4、1994年
- 「日本経済の動向と日経連・永野発言」、『進歩と改革』第515号、1994年
- 「大量失業時代の到来」、労働大学『まなぶ』第434号、1995年
- 「急激な円高と日本経済」、『進歩と改革』第522号、1995年
- 「戦後社会運動の問い直しと再生」、『自主の道』第58号、1995年
- 「平成不況をマルクス経済学で読み解く」、毎日新聞社『エコノミスト』第73巻第33号、1995年
- 「企業はなぜ外国に進出するのか」、労働大学『月刊労働組合』第350号、1995年
- 「金融危機と日本経済の進路」、『進歩と改革』第528号、1995年
- 「金融崩壊と日本経済のゆくえ(1)-(5)」、『解放新聞』第512‐516号、1995年
- 「日本独占体 ―財界の動向を中心に」、社会主義協会編『社会主義』第293号、1996年
- 「ポスト冷戦下の日本資本主義」、国際労働運動研究協会編『国際労働運動』No.293、1996年
- 「世紀末大不況」上・中・下、『長周新聞』No.4787-4789、1996年
- 「金融崩壊と日本経済のゆくえ(6)-(8)」、『解放新聞』No.517-520、1996年
- 「労働者犠牲の大資本中心主義」、労働大学『月刊労働組合』第356号、1996年
- 「日米安保再定義の経済的意味」上・中・下、『長周新聞』No.4841-4843、1996年
- 「金融改革と国家財政」、『進歩と改革』第539号、1996年
- 「新帝国主義同盟の限界 ―リヨンサミットの示したもの」、国際労働運動研究協会編『国際労働運動』No.301、1996年
- 「現実分析の理論的基準としての経済学原理論」、埼玉大学『社会科学論集』第89号、1996年
- 「日本経済の現状(1)-(6)」、『週刊 新社会』第40‐45号、1997年
- 「国鉄民営化の破綻を示す債務処理問題」、社会主義協会編『社会主義』第405号、1997年
- 「日本版ビッグバンと金融の危機」、『進歩と改革』第544号、1997年
- 「新自由主義はなぜ国家から自由たりえないのか」、教育総研『教育と文化』第7号、1997年
- 「メガコンペティションと規制緩和」、労働大学『月刊労働組合』第373号、1997年
- 「西欧社会民主主義政権の可能性」、国際労働運動研究協会編『国際労働運動』第313号、1997年
- 「世界経済、破局の危機から見えるもの」、『進歩と改革』第553号、1998年
- 「日本経済の現状(1)-(6)」、『週刊 新社会』第88‐93号、1998年
- 「経済の混乱は収束するか」、社会主義協会編『社会主義』第419号、1998年
- 「景気対策は有効か」、『進歩と改革』第556号、1998年
- 「日本経済 ―危機の実相」、谷沢書房『状況と主体』第269号、1998年
- 「教育をとりまく政治・経済状況」、社会主義協会編『社会主義』第424号、1998年
- 「日本経済・信用喪失の原因」、谷沢書房『状況と主体』第274号、1998年
- 「現在の不況をどうみるか ―日本経済の現状と課題」、『自主の道』第71号、1998年
- 「経済の病巣をえぐる(1)-(7)」、『週刊 新社会』第136‐142号、1999年
- 「帝国主義と現代資本主義」、谷沢書房『状況と主体』第278号、1999年
- 「世界経済・危機の構造」、『自主の道』第72号、1999年
- 「世界経済 ―危機の深化(1)-(34)」、『長周新聞』第5241-5274号、1999年
- 「現代資本主義分析に関する若干の論点」、埼玉大学『社会科学論集』第97号、1999年